# Géza Lator
Géza Sándor Lator, född 7 augusti 1889 i Sighetu Marmației, död 15 december 1976 i Budapest, var en ungersk ishockeyspelare. Han var med i det ungerska ishockeylandslaget som kom på elfte plats, vilket innebar sista plats, i Olympiska vinterspelen 1928 i Sankt Moritz.